# 国分敬治
国分 敬治 (こくぶ けいじ、1907年8月4日 - 1997年10月26日)は、日本の古代ギリシャ思想研究者・哲学者、南山大学名誉教授。ギリシャ哲学とヨーロッパ中世哲学を専門とし、仏教にも造詣が深い。

## 人物
大阪市出身。龍谷大学に学び、京都大学で山内得立に師事。旧制大学の制度のもと立命館大学予科教授等を経て、南山大学でその黎明期から教授として哲学・思想教育、大学運営に大きな功績を残す。1978年4月、名誉教授となる。「1981年には、日本人として初のオリンピア名誉市民の称号を受けた」。 2002年、ギリシャ・オリンピア市に「フィロソファー・コクブ」（"The Philosopher Kokubu"）としてその功績をたたえる大理石胸像が建立された（後出）。
なお、南山時代の同僚ならびに教え子に、野崎勝太郎（芥川龍之介の親友）、アロイス・パッへ（Alois Pache, S.V.D.）、加藤猛夫、井上紫電、木村太郎　（フランス文学者）、小松茂、今川憲次、沼沢喜市、細井次郎、中川龍一、荻野恒一、田北耕也はじめ、松浦一郎、宮内璋、沢田昭夫、直井豊、立松弘孝、打田佐太郎、稲垣良典、ヨハネス・ヒルシュマイヤー（Johannes Hirschmeier, S.V.D.）、ハンスユルゲン・マルクス（Hans-Jurgen Marx, S.V.D.）、原昌、饗庭孝男、岡部朗一、成田興史、近江誠がいる。
国分敬治は文化交流の主旨から姉妹都市締結プロジェクトを立ち上げ、愛知県稲沢市とギリシャ・オリンピア市とのcultural mediator（文化的仲介者）として貢献する。1987年8月22日に稲沢市とオリンピア市の姉妹都市提携が調印される。「両市ともに、紀元前にまでさかのぼる歴史を持つ古い都市で、多くの遺跡や文化財があること。古代オリンピック競技は裸で行なわれ、はだか祭と共通するものがあること。両市とも平和を願い、非核平和都市宣言をしていること。以上の3点から姉妹都市提携の話が持ち上がりました。」「男たちが裸で競技した古代オリンピックと国府宮の裸祭り」の両市間には「裸」の祭典が共通項として厳に存在する、との国分の発想と説得力は人をひきつけてやまないユニーク性に裏打ちされていた。
姉妹都市提携15周年記念事業の一環として、オリンピア市庁舎まえの庭園に、国分オリンピア名誉市民の功績を讃える高さ約2メートルの大理石像が完成。2002年5月、除幕式がとり行なわれた。石像の基底部に遺骨の分骨が納められ、胸像の正面には説明板がはめこまれ、「国分教授の御遺志によりここに眠る」と建立主旨が刻まれている。ギリシャ語表記に加え、“Here lie the ashes of the philosopher Kokubu according to his last wish.”との英語も併記される（下記の写真Aの「説明版」参照）。
ウェッブ・ページ上にこの大理石像の写真が幾点か見出される。写真A:オリンピアの国分敬治教授胸像 ("Bust of Professor Keiji Kokubu at Olympia, Greece")　写真B：「オリンピア遺跡観光」 写真C: 「この旅行で初めて会った日本人は銅像」
1998年2月5日、オリンピア市のジョージ・デベス（George Debes）市長が国分の子息で建築家の国分孝雄氏宅を訪れ言う。「国分さんとは二十年来の付き合いで友人以上の関係だった。オリンピアの市民で国分さんを知らない人はいない。亡くなって大変悲しい。国分さんの魂は永遠にオリンピアの地に宿り、私たちも彼のことは忘れない。」市長は、「同市で今回のような個人顕彰の像の建立は珍しく、近代オリンピックの父、クーベルタン男爵（フランス）以来の画期的なこと」とも語った。
稲沢市とオリンピア市との文化交流の輪は活発な歩みを刻んでいる。
- 「姉妹都市：オリンピア市（ギリシャ）」（稲沢市ウェッブページ）。若者たちの参加によるオリンピック聖火リレー・イベントについては、「あいちフレンドシップ交流アルバム」、あるいは「稲沢の中学生9人」（『朝日新聞』、2012.3.3）を参照されたい。

- 2013年2月22日の国府宮はだか祭に際しては、大野紀明稲沢市長の招待を受け、ギリシャからオリンピア市長ティミオス・コザス（Thimios Kotzias, Kojas Thimios）、オリンピア市文化観光協会会長アリス・パナヨトプロス（President Panayotopoulos）等の一行が来日し、はだか祭に参加（『朝日新聞』、2013.2.22）。

## 経歴
- 1907年8月4日：大阪市浪速区日本橋東4丁目6番地に生まれる
- 1934年3月：龍谷大学文学部哲学科卒業
- 1937年4月：京都帝国大学文学部山内得立教授研究室、特別指導（1940年3月まで）
- 1937年7月：龍谷大学文学部副手
- 1940年4月：龍谷大学文学部講師
- 1945年11月：立命館大学予科教授（末川博総長からの招聘）[13]
- 1953年4月：南山大学教授
- 1953年4月：南山大学総務部長
- 1958年4月：南山大学学生部長
- 1966年4月：南山大学文学部長
- 1978年3月：定年により南山大学退職
- 1978年4月：南山大学名誉教授
- 1981年：ギリシャ・オリンピア市名誉市民
- 1997年10月26日：逝去

☆浜中亦七の手で創設された京都市左京区の海の星寮にて寮長を務めたことがある。

## 著作
- 『神話と社会』(Bronislaw Malinowski, Myth in Primitive Society の訳 )、 創元社, 1941
- 「岡田正三氏訳『プラトン全集』（第1巻）」（書評）、『京都大学新聞』、1942. 12.5
- 国分敬治『古代ギリシャにおける文学と絵画の交渉』(Ernest Arthur Gardner, Poet and Artist in Greece, with Illustrations, 1932の訳)、東京：敞文館、1944
- 「カトリック・ヒューマニズムの展開」『理想』（理想社）、67号、1946-6、pp. 32-39
- 『キリスト教要理：信徒信経の解説』、大翠書院、1947
- 「聖トマスとアリストテレス」『立命館文学』（立命館大学人文学会編）、67号、1948-12、pp. 15-26
- 『人間論 I：人間の本質』（トマス・アクィナス著『神学大全』、第1部第75-83論題の訳出）、大翠書院、1948
- 『人間論 II：認識の問題』（トマス・アクィナス著『神学大全』、第1部第84-89論題の訳出）、大翠書院、1949
- 「アゴラのこころ」『立命館文学』（立命館大学人文学会編）、73-74号、1949
- 「古代ギリシャ人のすがた：とくにソクラテスのばあい」『立命館文学』（立命館大学人文学会編）、76号、1950、pp. 23-34
- 『聖トマスと学問の生活：アクィナス講座』（John McCormick, Saint Thomas and the Life of Learningの訳; 南山大学哲学科篇、 聖トマス哲学研究叢書）、京都：ヴェリタス書院、1957
- 『キリスト教の信仰』(Thomas Aquinas, "Expositio super Symbolo Apostolarum Scilicet Credo in Deum" の現代語訳)、甲鳥書林、1955
- 「ソポクレスによせて」『南山文学』（南山大学南山文学会）、1963、pp. 50-53
- 「生活における神話の役割　」（マリノフスキー著、国分敬治訳）『現代のエスプリ』、12-13、東京：至文堂、1967
- 「ヒューマニスト：細井次郎先生」『アカデミア』（南山大学）、65巻、1968-03、pp. 9-10
- 『白土庵日記』（随筆集）、名古屋：白土庵、1973
- 『白土庵日記　二』（随筆集）、名古屋：白土庵事務局、1977
- 『白土庵日記　三』（随筆集）、名古屋：白土庵事務局、1980
- 『生きることと死ぬこと』、法蔵館書店、1981
- 『パウロと親鸞』、法蔵館書店、1984
- 『キリスト教と浄土真宗』、法蔵館書店、1989
- 「哲学から見た生と死」『現代人の死生観』、田代俊孝編、同朋舎出版、1994、pp. 3-23

☆『中日新聞』の宗教随筆欄のレギュラー執筆者（1969年から多年にわたり）であり、雑誌『願海』（願海舎；願海舎滋賀事務所は西覚寺）への協力者・寄稿者であった。